# Too Late for Love
A Too Late for Love (magyarul: Túl késő a szerelemhez) John Lundvik brit–svéd énekes dala, mellyel Svédországot képviselte a 2019-es Eurovíziós Dalfesztiválon Tel-Avivban.

## Eurovíziós Dalfesztivál
A dal a 2019. március 9-én rendezett svéd nemzeti döntőben, a Melodifestivalen-en nyerte el az indulás jogát. A döntőben nemzetközi zsűrik pontjai és a nézők telefonos szavazatai közösen alakították ki az eredményt. A dal mindkét listán az első helyen végzett, így az összesítésben is az élen zárt. A dal már a nemzeti döntő előtt első helyezést ért el a svéd slágerlistán.
Az Eurovíziós Dalfesztiválon a dalt először a május 16-i második elődöntőben adták elő, a fellépési sorrendben nyolcadikként, a dán Leonora Love Is Forever című dala után, és az osztrák Pænda Limits című dala előtt. Innen 238 ponttal a harmadik helyen jutott tovább a döntőbe.
A május 18-i döntőben a fellépési sorrendben kilencedikként adták elő, az észak-macedón Tamara Todevska Proud című dala után és a szlovén Zala Kralj & Gašper Šantl Sebi című dala előtt. A szavazás során összesen 334 pontot szerzett, tíz ország (Örményország, Ausztrália, Csehország, Dánia, Észtország, Finnország, Izland, Írország, Hollandia, Spanyolország) zsűrijétől és Norvégia közönségétől begyűjtve a maximális 12 pontot. Ez a ötödik helyet jelentette a huszonhat fős mezőnyben. Svédország a hetedik alkalommal tudott az első öt között végezni a 2010-es években.

## Slágerlistás helyezések
| Slágerlista (2019)                     | Legjobb helyezés |
| -------------------------------------- | ---------------- |
| Belgium (Ultratip Flanders)            | 29.              |
| Észtország (Eesti Tipp-40)             | 13.              |
| Hollandia (Single Top 100)             | 49.              |
| Izland (Tonlist)                       | 3.               |
| Norvégia (VG-lista)                    | 27.              |
| Skócia (Scottish Singles Top 40)       | 40.              |
| Svédország (Sverigetopplistan)         | 1.               |
| Svájc (Schweizer Hitparade)            | 20.              |
| Egyesült Királyság (UK Download Chart) | 38.              |

## Külső hivatkozások
- Dalszöveg
- A dal előadása a Melodifestivalen negyedik elődöntőjében. YouTube-videó, Melodifestivalen, 2019. február 23.
- A dal előadása a Melodifestivalen döntőjében. YouTube-videó, Eurovision Song Contest, 2019. március 9.
- A dal előadása az Eurovíziós Dalfesztivál második elődöntőjében. YouTube-videó, Eurovision Song Contest, 2019. május 16.
- A dal előadása az Eurovíziós Dalfesztivál döntőjében. YouTube-videó, Eurovision Song Contest, 2019. május 18.